# Mahieu de Gant
Mahieu de Gant (1212 ? – forse 1281) è stato un troviero fiammingo (fl. tarda metà del XIII secolo) originario di Gand associato alla cosiddetta "scuola di Arras".
È stato confuso con Mahieu le Juif, ma lo stesso manoscritto che contiene entrambi i loro lavori li distingue in modo chiaro. La sua carriera può essere datata solo grazie a coloro con i quali compose jeux partis, tra cui Robert de la Piere, il quale morì nel 1258. Tutte le melodie di Mahieu sono nella forma bar.

## Canzoni
Chansons
- Con plus aim et mains ai joie
- De faire chançon envoisie
- Je serf Amours a mon pooir

Jeux partis
- Mahieu de Gant, respondés a ce (con Robert de la Piere)
- Mahieu de Gant respondés a moi (con Robert de la Piere; senza musica)
- Mahieu, je vous part, compains (con Colart le Changeur)
- Mahieu, jugiez, se une dame amoie (con Henry Amion)

## Fonti
- Falck, Robert. "Mahieu de Gant." Grove Music Online. Oxford Music Online. (url consultato il 20 settembre 2008).